# Brendan Barber

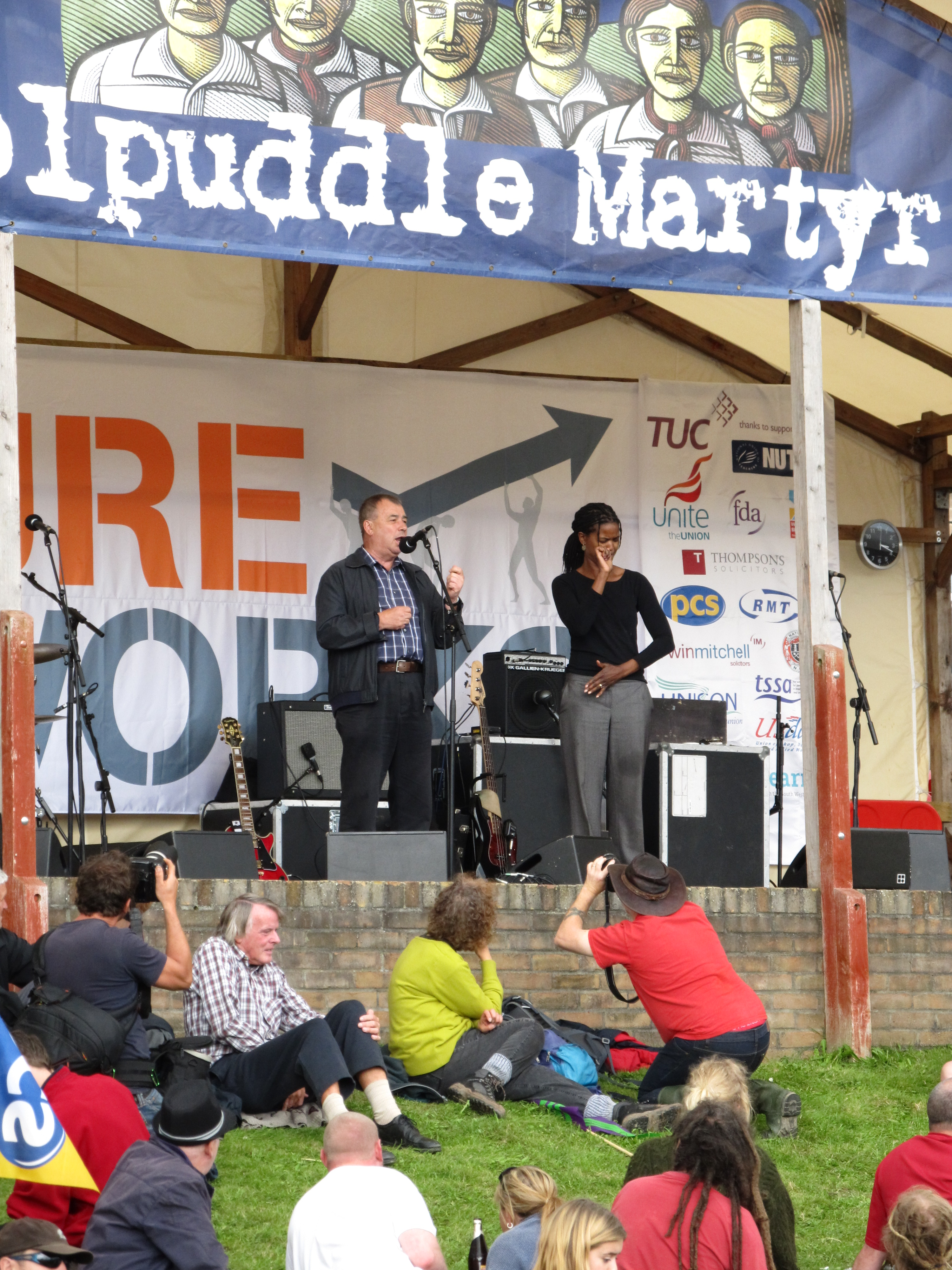
Brendan Barber, 2012

Brendan Paul Barber, Baron Barber of Ainsdale Kt (* 3. April 1951 in Southport, Merseyside) ist ein britischer Gewerkschaftsfunktionär und Politiker. Er war von 2003 bis Ende 2012 Generalsekretär des Trades Union Congress (TUC), des Dachverbandes der britischen Gewerkschaften.

## Leben
Nach dem Besuch des St Mary’s College in Crosby leistete Brendan Barber ein freiwilliges Jahr als Aushilfslehrer in der Volta Region in Ghana und studierte anschließend Sozialwissenschaften an der City University London, das er 1974 mit einem Bachelor of Arts mit Auszeichnung (B.A. Hons.) abschloss.
Nachdem er anschließend ein Jahr für den Ausbildungsverband der Glas- und Keramikindustrie tätig gewesen war, wurde er 1975 politischer Mitarbeiter des TUC sowie 1979 Leiter von dessen Presse- und Informationsabteilung. 1987 wurde er Nachfolger von John Monks als Leiter der Abteilung für Organisation und industrielle Beziehungen, dem er 1993 auch als stellvertretender Generalsekretär des TUC folgte.
2003 folgte er Monks schließlich als Generalsekretär des TUC. In dieser Funktion organisierte er im November 2011 einen umfangreichen Streik des Gewerkschaftsverbandes, auf den er sorgfältig mit frühen Warnungen gegen die Sparmaßnahmen der konservativ-liberalen Regierung von Premierminister David Cameron hingearbeitet hatte. Dabei suchte er im Gegensatz zu anderen Gewerkschaftsfunktionären wie Bob Crow, dem Generalsekretär der Transportarbeitergewerkschaft (National Union of Rail, Maritime and Transport Workers), nach umfassenderen Anliegen zur Rechtfertigung des Streiks.
2013 wurde er zum Knight Bachelor geschlagen. Am 20. Januar 2025 wurde er als Baron Barber of Ainsdale, of Southport in the Metropolitan Borough of Sefton, zum Life Peer erhoben und ist dadurch seither Mitglied des House of Lords. Im Parlament gehört er der Fraktion der Labour Party an.